# 勒皮什
勒皮什（法語：Le Puch，法語發音：[lə pyʃ]）是法国阿列日省的一个市镇，属于富瓦区。

## 地理
勒皮什（42°43'6"N, 2°6'2"E）面积2.89 平方千米，位于法国奧克西塔尼大區阿列日省，该省份为法国西南部内陆省份，西部和北部与上加龙省接壤，东临奥德省，东南至东比利牛斯省接壤，南与安道尔和西班牙接壤。
与勒皮什接壤的市镇（或旧市镇、城区）包括：卡尔卡尼耶尔、勒普拉、凯里居特、鲁兹、埃斯库卢布尔。
勒皮什的时区为UTC+01:00、UTC+02:00（夏令时）。

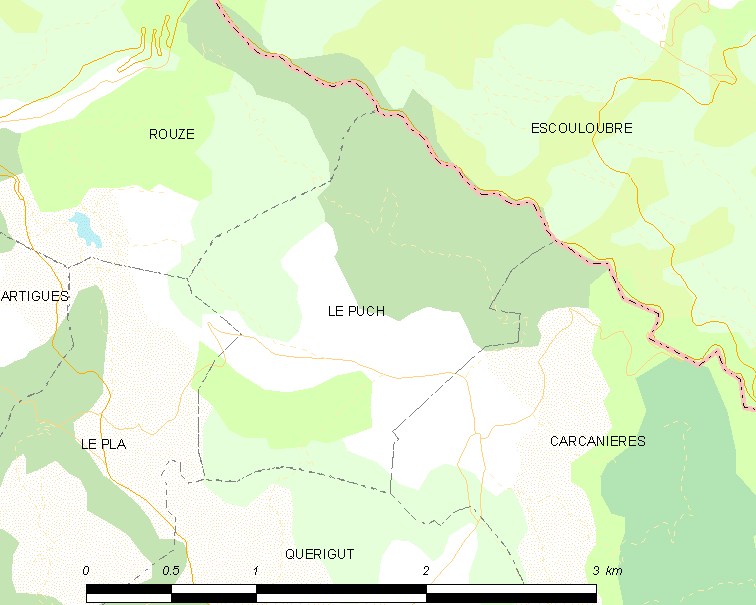
勒皮什的OSM定位图

## 行政
勒皮什的邮政编码为09460，INSEE市镇编码为09237。

## 政治
勒皮什所属的省级选区为上阿列日县。

## 人口

1962-2008年间勒皮什人口变化图示

勒皮什于2022年1月1日时的人口数量为28人。